# Korniaktów Północny
Korniaktów Północny – wieś w Polsce położona w województwie podkarpackim, w powiecie łańcuckim, w gminie Białobrzegi.
W latach 1975–1998 miejscowość administracyjnie należała do województwa rzeszowskiego. Do 1954 część wsi Korniaktów w gminie Kosina.

## Części wsi
| SIMC    | Nazwa    | Rodzaj    |
| ------- | -------- | --------- |
| 0643815 | Kmiecie  | część wsi |
| 0643821 | Mikulice | część wsi |

## Położenie geograficzne
Korniaktów Północny ulokowany jest wzdłuż rzeki Wisłok na jego północnym brzegu. Całość wsi znajduje się w granicach mezoregionu Płaskowyż Kolbuszowski – obszaru pofałdowanego, silnie zarośniętego lasami Puszczy Sandomierskiej. Przez wieś przebiega droga powiatowa Dąbrówki-Laszczyny. Terasa nadzalewowa Wisłoka jest okresowo zalewana i urozmaicona zakolami Starego Wisłoka, zwane Wisłoczyskami. Obszar ten ma charakter rolniczy, jednak od 2016 roku przebiega nim autostrada A4, co zaburzyło ciągłość istniejących ekosystemów i korytarzy ekologicznych. Obszar wsi położony na północ od drogi powiatowej jest silnie zalesiony płatem lasu, który ciągnie się od Zmysłówki i Żołyni aż po Laszczyny. Na skraju lasu zlokalizowany jest kompleks sztucznych stawów rybnych tworzących gospodarstwo rybackie. Zbiorniki są malowniczo wkomponowane w krajobraz sosnowych lasów, w których znaleźć można wysokie wydmy polodowcowe. Na jednym ze stawów znajduje się wyspa, na której gniazdują rzadkie gatunki ptaków, m.in. czapla siwa. Wędrówka groblami pozwala zaobserwować także żeremia bobrów czy ślady bytności wydry. Jest to ważny obszar wyjazdów wekendowych, zwłaszcza dla mieszkańców Łańcuta i okolic. Przy północnej granicy sołectwa od strony Zmysłówki znajduje się interesujący kompleks wydm polodocowych w całości zarośniętych sośniną, zwany przez miejscową ludność Wałami Chmielnickiego, od legendy nawiązującej do czasów walk polsko-kozackich. Polne i leśne drogi są głównie zapiaszczone, co jednak nie utrudnia rozwoju turystyki rowerowej.